# Dicaeum geelvinkianum
El picaflores capirrojo (Dicaeum geelvinkianum) es una especie de ave paseriforme de la familia Dicaeidae endémica de Nueva Guinea y las islas aledañas. Anteriormente se consideraba conespecífico del picaflores pectoral (Dicaeum pectorale).

## Descripción
Es un pájaro pequeño de cola y pico cortos. Su plumaje es principalmente de color pardo grisáceo, más oscuro en las partes superiores, con excepción de las manchas rojas que ocupan el píleo, obispillo y la parte superior del pecho, además de la garganta blanca.

## Distribución y hábitat
Se encuentra en la mayor parte de la isla de Nueva Guinea, menos el extremo occidental y la Cordillera Central, también ocupa algunas islas menores aledañas como las islas Schouten y las Entrecasteaux. Su hábitat natural son los bosques húmedos tropicales de tierras bajas.